# Unió de Presos Polítics i Deportats Lituans
La Unió de Presos Polítics i Deportats Lituans (en lituà Lietuvos Politinių Kalinių ir Tremtinių Sąjunga, LPKTS) fou una associació lituana fundada el 30 de juliol de 1988 i que el 1990 es va constituir en partit polític. Estava formada per antics dissidents nacionalistes represaliats pel règim soviètic i exiliats polítics, i el seu cap era Povilas Jakučionis. El grup dirigent el formaven historiadors que volien recollir el material de la resistència en els Laisvės kovų archyvas (Arxius de la Lluita per la Llibertat) i editaren la revista Tremtinys (exili). Establiren museus a Kaunas, Marijampolė, Alytus i Panevėžys
Des del 1990 va donar suport al moviment independentista i a les accions encapçalades per Vytautas Landsbergis. A les eleccions legislatives lituanes de 1992 no es va presentar amb llista pròpia, però va formar grup parlamentari propi amb 5 diputats escollits en diverses llistes. A les eleccions legislatives lituanes de 1996 es va presentar amb llista pròpia, però només va obtenir l'1,5% dels vots i un escó. A les eleccions legislatives lituanes de 2000 van donar suport la llista de Jove Lituània, però només va obtenir un escó. El 2004 es va fusionar amb Unió Patriòtica - Democristians Lituans, dins la qual formaren una secció pròpia, dirigida des de 2007 per Vincė Vaidevutė Margevičienė.

## Resultats electorals
| Any  | Vots                    | %                       | Escons  | +/- |
| ---- | ----------------------- | ----------------------- | ------- | --- |
| 1992 | Coalició LPKTS-LKDP-LDP | Coalició LPKTS-LKDP-LDP | 4 / 141 | Nou |
| 1996 | 20,580                  | 1.57                    | 1 / 141 | 3   |
| 2000 |                         |                         | 1 / 141 | =   |